# جورج ألفرد ديفيز
جورج ألفرد ديفيز (بالإنجليزية: George Alfred Davies)‏ هو سياسي أسترالي، ولد في 1846 في فريمانتل في أستراليا، وتوفي في 31 يناير 1897 في أستراليا.